# راکلیا، کوئینزلند
راکلیا (به انگلیسی: Rocklea) یک حومه شهر در استرالیا است که در کوئینزلند واقع شده‌است.